# Microsoft Office 2003
Microsoft Office 2003 foi um programa para escritório, escrito e produzido pela Microsoft para o seu sistema operacional, o Windows. Lançado em 17 de novembro de 2003, foi o sucessor do Office XP; e o predecessor do Office 2007.

## Resumo
Um novo logotipo do Office, que é parte do trabalho da Microsoft, bem como duas novas aplicações, fizeram suas estreias no Office 2003: InfoPath e OneNote. Este último é uma caderneta eletrônica de anotações e organizador, que toma notas como aplicação de texto; notas manuscritas ou diagramas; gráficos; e de áudio gravado. O Office 2003 é a primeira versão a usar cores e ícones do Windows XP; e roda apenas em versões baseadas no Windows NT (não tem suporte ao Windows 98 ou Windows ME).

## Características
Os principais aplicativos (Word, Excel, PowerPoint e Access) têm apenas pequenas melhorias. Porém, o Outlook 2003 recebeu funcionalidades significativas e melhoradas em muitas áreas, incluindo um e-mail melhor para compartilhamento de calendário, apresentação de informações, pastas de pesquisa, bandeiras coloridas, autenticação do Kerberos, RPC sobre HTTP e modo Cached Exchange. Outro benefício importante do Outlook 2003 é o filtro de lixo eletrônico. Um tablet e apoio da pena foram introduzidos nos aplicativos de produtividade. O Word 2003 introduziu uma exibição de layout; a comparação de documentos; melhor controle de alterações e anotações/revisão; um painel de tarefas de investigação; comentários de voz e um baseado em XML; e outras funcionalidades. Já o Excel 2003, introduziu lista de comandos; algumas funções estatísticas; XML de importação de dados; análise; e transformação/recursos de personalização de documentos. E o Access 2003, introduziu um comando de backup; a capacidade de visualizar as dependências do objeto; verificação de erros em formulários e relatórios; e outras funcionalidades.
O Office 2003 apresenta melhorias para smart tags, como listas de marcas inteligentes, que são definidas em XML, usando expressões regulares e uma biblioteca de tipo estendido. Reconhecedores de etiquetas inteligentes foram adicionados ao PowerPoint e Access. O FrontPage 2003 introduziu a formatação condicional; Localizar e Substituir nos elementos HTML; novas ferramentas para a criação e formatação de tabelas e células; modelos dinâmicos (Dreamweaver); suporte a Flash, WebDAV e publicações SharePoint; e outras funcionalidades. E as capacidades de Information Rights Management foram introduzidas em aplicativos de produtividade do documento para limitar o acesso a um conjunto de usuários e/ou limitar os tipos de ações que os usuários podem executar. E suporte para add-ins de código gerenciado, como soluções VSTO, também foi introduzido. O Office 2003 é a última versão do Office para incluir várias funcionalidades, tais como barras e menus totalmente personalizáveis para todas as suas aplicações; o Office Assistant; a capacidade de slipstream nos Service Parks nos arquivos de configuração original; Office Web Components; assistente de salvamento das configurações, permitindo aos usuários escolher se quer manter uma cópia em cache local dos arquivos de instalação de origem e utilizar várias ferramentas do resource kit. É também a última versão do Office a suportar o Windows 2000. Um organizador da nova imagem, com recursos básicos de edição, chamado Microsoft Office Picture Manager, substituiu o Microsoft Photo Editor. Como o WinHelp foi substituído, a ajuda sensível ao contexto (a função "Isto Ajuda") foi removida do Office 2003.
Apenas clipart básica e modelos foram incluídos na mídia de disco, com mais conteúdo on-line e para download hospedado dentro do aplicativo Office. A Microsoft anunciou o Office Online como um dos principais recursos do Office 2003 "fora do pacote". O Office Online oferece artigos, dicas, cursos, modelos, clip-art, fotos, meios de comunicação e downloads (incluindo a Microsoft e a extensibilidade de terceiros add-ins para programas do Microsoft Office).
A última atualização cumulativa para o Office 2003 Service Pack 3 compatível resolve vários problemas de estabilidade com o Windows Vista e sistemas operacionais posteriores. O suporte para a aplicação do Office 2003 encerrou em abril de 2009; e de suporte estendido, terminou em abril de 2014.

## Recursos para empresas
O Office 2003 possui ampla integração XML (projetar esquemas XML personalizados; e importação e transformação de dados XML) em tudo, resultando em um modelo mais centrado em dados (em vez de um documento-base). O MSXML 5 library foi introduzido especificamente para a integração do Office XML. O Office 2003 também tem forte integração do SharePoint para facilitar o intercâmbio de dados, colaboração e workflow de publicação. O InfoPath foi introduzido para coleta de dados em formulários baseados em XML e modelos baseados em informações de bancos de dados.

## Aplicativos do Office 2003
- Word 2003;
- Excel 2003;
- PowerPoint 2003;
- Outlook 2003/Outlook com Business Contact Manager;
- Access 2003;
- Publisher 2003;
- InfoPath 2003;
- Project 2003;
- Visio 2003;
- FrontPage 2003;
- OneNote 2003.

## Edições
| Aplicativos do Office | Basic* | Student and Teacher Edition** | Standard | Small Business                 | Professional Edition           |
| --------------------- | ------ | ----------------------------- | -------- | ------------------------------ | ------------------------------ |
| Word                  | Sim    | Sim                           | Sim      | Sim                            | Sim                            |
| Excel                 | Sim    | Sim                           | Sim      | Sim                            | Sim                            |
| Outlook               | Sim    | Sim                           | Sim      | com · Business Contact Manager | com · Business Contact Manager |
| PowerPoint            | Não    | Sim                           | Sim      | Sim                            | Sim                            |
| Publisher             | Não    | Não                           | Não      | Sim                            | Sim                            |
| Access                | Não    | Não                           | Não      | Não                            | Sim                            |
| InfoPath              | Não    | Não                           | Não      | Não                            | Somente Edição de Volume       |

Notas:
- * Disponível somente em instalações OEM (tipicamente em novos computadores)
- ** Elegíveis para o preço da versão acadêmica